# Merlin Santana
Pour les articles homonymes, voir Santana.
Merlin Santana (14 mars 1976 - 9 novembre 2002) est un acteur américain d'origine dominicaine principalement connu pour le rôle de Roméo Santana dans The Steve Harvey Show.

## Biographie
Merlin Santana est né à New York de parents dominicains.
Il a obtenu le rôle récurrent de Stanley dans la série télévisée Cosby Show. Il a fait plusieurs apparitions dans les séries Moesha et Sister, Sister. En 1996 il obtient le rôle de Roméo dans The Steve Harvey Show. En 2002 il fait une apparition dans le film Showtime.

## Assassinat
Le 9 novembre 2002, alors qu'il est en voiture, une autre voiture approche et quelqu'un lui tire dessus. Il meurt avant l'arrivée des secours ; l'annonce de son décès ne sera faite que le 11 novembre 2002. Il meurt à 26 ans, laissant une petite fille.
Trois personnes sont impliquées dans son meurtre, dont une jeune fille de 15 ans qui l'accusait de viol. Le tireur a été condamné à 70 ans de prison, le conducteur (incertain) à 23 ans et la jeune fille à 8 ans de prison.

## Filmographie

### Cinéma
- 1991 : The Cabinet of Dr. Ramirez
- 2001 : Flossin
- 2002 : Showtime
- 2002 : Play'd: A Hip Hop Story

### Télévision
- 1991 : Major Dad (2 épisodes)
- 1991 : New York, police judiciaire (Law & Order) (1 épisode)
- 1991 - 1992 : Cosby Show (7 épisodes)
- 1992 : In the Line of Duty: Street War (téléfilm)
- 1993 : Getting By
- 1994 : Sister, Sister (1 épisode)
- 1994 : Street Gear
- 1995 - 1996 : Hangin' with Mr. Cooper (2 épisodes)
- 1996 : Harambee! (téléfilm)
- 1997 : New York Police Blues (NYPD Blue) (1 épisode)
- 1996 - 1999 : Moesha (5 épisodes)
- 1997 - 2002 : The Steve Harvey Show
- 2002 : JAG (1 épisode)
- 2002 : Half and Half (Half & Half) (1 épisode)